# Leucosyke buderi
Leucosyke buderi är en nässelväxtart som beskrevs av Unruh. Leucosyke buderi ingår i släktet Leucosyke och familjen nässelväxter. Inga underarter finns listade i Catalogue of Life.